# 560'erne
Århundreder: 5. århundrede – 6. århundrede – 7. århundrede
Årtier: 510'erne 520'erne 530'erne 540'erne 550'erne – 560'erne – 570'erne 580'erne 590'erne 600'erne 610'erne
År: 560 561 562 563 564 565 566 567 568 569

## Begivenheder
- En dansk/saksisk hær gør indfald i Vestfrisland, men bliver slået af hertug Lupus af Champagne.[1][2][3]